# 배창호
배창호(裵昶浩, 1953년 5월 16일 ~ )는 대한민국의 영화 감독이자 영화 각본가이다. 본관은 분성.

## 이력
1977년 영화평론가 첫 등단하였다.

## 출신 학교
- 서울교대초등학교
- 서울중학교
- 서울고등학교
- 연세대학교 경영학과 학사

## 주요 작품
- 《꼬방동네 사람들》 (1982년)
- 《철인들》 (1983년)
- 《적도의 꽃》 (1983년)
- 《고래 사냥》 (1984년)
- 《그해 겨울은 따뜻했네》 (1984년)
- 《깊고 푸른 밤》 (1985년)
- 《고래 사냥 2》 (1985년)
- 《가까이 더 가까이》 (1986년)
- 《황진이》 (1986년)
- 《기쁜 우리 젊은 날》 (1987년)
- 《안녕하세요 하나님》 (1987년)
- 《개그맨》 (1989년)
- 《꿈》 (1990년)
- 《천국의 계단》 (1991년)
- 《젊은 남자》 (1994년)
- 《러브 스토리》 (1996년)
- 《정》 (2000년)
- 《흑수선》 (2001년)
- 《길》 (2006년)
- 《여행》 (2010년)

## 수상 경력
- 대종상 신인감독상(1982년)
- 백상예술대상 신인감독상(1982년)
- 영평상 신인감독상(1982년)
- 한국영화평론가협회상 감독상(1983년)
- 아시아 태평양 영화제 감독상(1983년)
- 한국영화평론가협회상 감독상(1984년)
- 대종상 감독상(1985년)
- 백상예술대상 감독상(1985년, 1992년)
- 아시아 태평양 영화제 그랑프리(1985년)
- 서울시문화상(1985년)
- 황금촬영상 감독상(1988년)
- 영평상 각본상(1996년)
- 부산영화평론가협회상 감독상 (2000년)
- 이탈리아 우디네영화제 관객상(2000년)
- 프랑스 베노데영화제 감독상, 심사위원 특별상, 최우수 관객상(2000년)
- 제35회 대한민국문화예술상(2003년, 대중예술부문)
- 제5회 한국영화문화상 감독상(2006년)
- 제40회 황금촬영상 영화감독 공로상(2021년)